# Elis (компания)
Elis — французская компания, поставщик текстильной продукции для профессионального применения, в частности постельного белья, скатертей и униформы для гостиниц, ресторанов и больниц. Штаб-квартира расположена в городе Сен-Клу близ Парижа.

## История
Компания была основана в 1883 году как прачечная под названием Grandes Blanchisseries de Pantin. В 1968 году сменила название на Elis (сокращение от Europe Linge Service, «Европейская служба белья»).
В 2014 году Elis с покупкой компании Atmosfery вышла на рынок Бразилии. В 2015 году было проведено первичное публичное предложение на бирже Euronext Paris.
В 2017 году за 2,2 млрд фунтов стерлингов была поглощена британская компания Berendsen, что расширило географию деятельности Elis на Британские острова, Скандинавию, Прибалтику и Россию, а также укрепило позиции в Германии. В 2022 году была куплена мексиканская компания Lavartex, крупнейший оператор промышленной стирки в стране. Помимо Atmosfery, Berendsen и Lavartex в период с 2012 по 2022 год было куплено ещё более 100 небольших компаний.

## Собственники и руководство
Крупнейшими акционерами по состоянию на 2024 год были Canada Pension Plan Investment Board (11,93 %), BW Gestão de Investimentos (11,57 %) и Bpifrance (5,41 %).
- Тьери Морен (Thierry Morin, род. 27 марта 1952 года) — председатель наблюдательного совета с 2014 года.
- Ксавье Мартире (Xavier Jean-Francois Martiré, род. 18 января 1971 года) — генеральный директор с 2008 года, в компании с 1999 года.

## Деятельность
Компания Elis является поставщиком текстильной продукции для гостиниц, ресторанов, медицинских учреждений, салонов красоты и промышленных предприятий. Продукция предоставляется в пользование и забирается для стирки. Поставляемые товары включают постельное бельё, скатерти, кухонные и банные полотенца, халаты, униформу для персонала (включая стерильную для медработников), рабочюю одежду, ковровые покрытия, а также одноразовые товары (туалетную бумагу, кофе-фильтры, напитки). В 2023 году компания работала в 29 странах, у неё было 466 предприятий и складов, обслуживалось около 400 тыс. клиентов; основными рынками были Франция, Германия, Великобритания, Бразилия, Испания, Дания, Швеция, Нидерланды и Мексика.
Выручка компании за 2023 год составила 4,31 млрд евро, её распределение по регионам:
- Франция — 31 %;
- Центральная Европа (Бельгия, Нидерланды, Люксембург, Германия, Швейцария, Австрия, Чехия, Словакия, Польша, Венгрия) — 24 %;
- Скандинавия и Восточная Европа (Норвегия, Швеция, Финляндия, Латвия, Литва, Эстония и Россия) — 14 %;
- Великобритания и Ирландия — 12 %;
- Латинская Америка (Мексика, Колумбия, Бразилия и Чили) — 10 %;
- Южная Европа (Испания, Португалия, Андорра и Италия) — 9 %.